# وانگ زی (دزد دریایی)
وانگ زی (به انگلیسی: Wang Zhi) یک دزد دریایی چینی در قرن شانزدهم بود. یکی از چهره‌های اصلی در میان دزدان دریایی واکو (دزد دریایی) که در دوران سلطنت امپراتور چیاچینگ رایج بود.